# Élections législatives lituaniennes de 2004
Les élections législatives lituaniennes de 2004 se sont déroulées le 10 octobre. Le Parti du travail, fondé en 2003, remporte 22 des 70 sièges du Seimas élus au scrutin majoritaire et 39 députés en tout, devant la coalition des sociaux-démocrates et des sociaux-libéraux. Le social-démocrate Algirdas Brazauskas reste Premier ministre.

## Mode de scrutin
Le Seimas est un parlement unicaméral doté de 141 sièges pourvus pour quatre ans selon un mode de scrutin parallèle.
Sont ainsi à pourvoir 71 sièges selon une version modifiée du scrutin uninominal majoritaire à deux tours dans autant de circonscriptions électorales (le scrutin à deux tours a été rétabli par le gouvernement au pouvoir, renonçant au scrutin à un tour, utilisé lors du précédent scrutin). À ces sièges majoritaires se rajoutent 70 sièges pourvus au scrutin proportionnel plurinominal avec listes ouvertes, vote préférentiel et seuil électoral de 5 % dans une unique circonscription nationale.

## Résultats
|                                             |                                                       |                                                       |                 |                 |                 |                 |                  |                  |                  |                  |                  |                  |                  |                  |               |               |
| Parti                                       | Parti                                                 | Parti                                                 | Proportionnelle | Proportionnelle | Proportionnelle | Proportionnelle | Circonscriptions | Circonscriptions | Circonscriptions | Circonscriptions | Circonscriptions | Circonscriptions | Circonscriptions | Circonscriptions | Total Sièges  | +/-           |
| Parti                                       | Parti                                                 | Parti                                                 | Proportionnelle | Proportionnelle | Proportionnelle | Proportionnelle | Premier tour     | Premier tour     | Premier tour     | Second tour      | Second tour      | Second tour      | Total            | +/-              | Total Sièges  | +/-           |
| Parti                                       | Parti                                                 | Parti                                                 | Votes           | %               | +/-             | S.              | Votes            | %                | S.               | Votes            | %                | S.               | Total            | +/-              | Total Sièges  | +/-           |
|                                             | Parti du travail (DP)                                 | Parti du travail (DP)                                 | 340 035         | 28,44           | Nv.             | 22              | 248 214          | 21,39            | 1                | 328 454          | 34,11            | 16               | 17               | 17               | 39            | 39            |
|                                             |                                                       | Parti social-démocrate lituanien (LSDP)               | 246 852         | 20,65           | N/A             | 9               | 152 698          | 13,16            | 3                | 113 417          | 11,78            | 8                | 11               | 10               | 20            | 25            |
|                                             | Nouvelle Union (Sociaux-libéraux) (NS (SL))           | 7                                                     | 246 852         | 20,65           | N/A             | 51 772          | 4,46             | 0                | 50 779           | 5,27             | 4                | 4                | 7                | 11               | 17            |               |
| Total Coalition Travailler pour la Lituanie | Total Coalition Travailler pour la Lituanie           | 16                                                    | 246 852         | 20,65           | N/A             | 204 470         | 17,62            | 3                | 164 196          | 17,05            | 12               | 15               | 18               | 31               | 42            |               |
|                                             | Union de la patrie - Conservateurs lituaniens (TS-LK) | Union de la patrie - Conservateurs lituaniens (TS-LK) | 176 409         | 14,75           | 6,13            | 11              | 167 220          | 14,41            | 0                | 168 296          | 17,48            | 14               | 14               | 13               | 25            | 17            |
|                                             |                                                       | Parti libéral démocrate (LDP)                         | 135 807         | 11,36           | Nv.             | 9               | 81 570           | 7,03             | 0                | 14 962           | 1,55             | 1                | 1                | 1                | 10            | 10            |
|                                             | Union du peuple lituanien pour une Lituanie juste     | 0                                                     | 135 807         | 11,36           | Nv.             | 5 264           | 0,45             | 0                |                  |                  |                  | 0                | en stagnation    | 0                | en stagnation |               |
| Total Coalition Pour l'Ordre et la Justice  | Total Coalition Pour l'Ordre et la Justice            | 9                                                     | 135 807         | 11,36           | Nv.             | 86 834          | 7,48             | 0                | 14 962           | 1,55             | 1                | 1                | 1                | 10               | 10            |               |
|                                             | Union centriste et libérale (LiCS)                    | Union centriste et libérale (LiCS)                    | 109 872         | 9,19            | Nv.             | 7               | 143 658          | 12,38            | 0                | 133 079          | 13,82            | 11               | 11               | 11               | 18            | 18            |
|                                             | Union des Paysans et de la Nouvelle démocratie (VNDS) | Union des Paysans et de la Nouvelle démocratie (VNDS) | 78 902          | 6,60            | 2,52            | 5               | 89 006           | 7,67             | 0                | 41 266           | 4,29             | 5                | 5                | 1                | 10            | 3             |
|                                             | Action électorale polonaise de Lituanie (LLRA)        | Action électorale polonaise de Lituanie (LLRA)        | 45 302          | 3,79            | 1,84            | 0               | 41 805           | 3,60             | 1                | 20 514           | 2,13             | 1                | 2                | en stagnation    | 2             | en stagnation |
|                                             | Union sociale chrétienne conservatrice (KKSS)         | Union sociale chrétienne conservatrice (KKSS)         | 23 426          | 1,96            | 0,05            | 0               | 21 695           | 1,87             | 0                | 14 836           | 1,54             | 0                | 0                | 1                | 0             | 1             |
|                                             | Chrétien-démocrates lituaniens (LKD)                  | Chrétien-démocrates lituaniens (LKD)                  | 16 362          | 1,37            | 5,89            | 0               | 29 374           | 2,53             | 0                | 6 458            | 0,67             | 0                | 0                | 3                | 0             | 3             |
|                                             | Parti du centre national (NCP)                        | Parti du centre national (NCP)                        | 5 989           | 0,50            | Nv.             | 0               | 2 400            | 0,21             | 0                |                  |                  |                  | 0                | en stagnation    | 0             | en stagnation |
|                                             | Parti républicain                                     | Parti républicain                                     | 4 326           | 0,36            | N/A             | 0               | 3 440            | 0,30             | 0                |                  |                  |                  | 0                | en stagnation    | 0             | en stagnation |
|                                             | Union social-démocrate lituanienne (LSDS)             | Union social-démocrate lituanienne (LSDS)             | 3 977           | 0,33            | 0,16            | 0               | 9 340            | 0,80             | 0                |                  |                  |                  | 0                | en stagnation    | 0             | en stagnation |
|                                             | Union lituanienne de la liberté (LLS)                 | Union lituanienne de la liberté (LLS)                 | 3 337           | 0,28            | 0,99            | 0               | 2 481            | 0,30             | 0                |                  |                  |                  | 0                | 1                | 0             | 1             |
|                                             | Parti national Voie lituanienne                       | Parti national Voie lituanienne                       | 2 577           | 0,22            | Nv.             | 0               | 797              | 0,07             | 0                |                  |                  |                  | 0                | en stagnation    | 0             | en stagnation |
|                                             | Union nationaliste lituanienne (LTS)                  | Union nationaliste lituanienne (LTS)                  | 2 482           | 0,21            | N/A             | 0               | 5 904            | 0,51             | 0                |                  |                  |                  | 0                | en stagnation    | 0             | en stagnation |
|                                             | Union russe de Lituanie (LRS)                         | Union russe de Lituanie (LRS)                         |                 |                 |                 |                 | 13 065           | 1,13             | 0                |                  |                  |                  | 0                | en stagnation    | 0             | 3             |
|                                             | Parti populaire polonais de Lituanie                  | Parti populaire polonais de Lituanie                  |                 |                 |                 |                 | 4 840            | 0,42             | 0                |                  |                  |                  | 0                | en stagnation    | 0             | Nv.           |
|                                             | Jeune Lituanie (JL)                                   | Jeune Lituanie (JL)                                   |                 |                 |                 |                 | 2 252            | 0,19             | 0                |                  |                  |                  | 0                | 1                | 0             | 1             |
|                                             | Indépendants                                          | Indépendants                                          |                 |                 |                 |                 | 82 703           | 7,13             | 0                | 70 971           | 7,37             | 6                | 6                | 3                | 6             | 3             |
|                                             |                                                       |                                                       |                 |                 |                 |                 |                  |                  |                  |                  |                  |                  |                  |                  |               |               |
| Suffrages exprimés                          | Suffrages exprimés                                    | Suffrages exprimés                                    | 1 195 655       | 97,31           |                 |                 | 1 160 499        | 94,53            |                  | 963 032          | 96,20            |                  |                  |                  |               |               |
| Votes nuls                                  | Votes nuls                                            | Votes nuls                                            | 32 998          | 2,69            | 67 149          | 5,47            | 38 072           | 3,80             |                  |                  |                  |                  |                  |                  |               |               |
| Total                                       | Total                                                 | Total                                                 | 1 228 653       | 100             | -               | 70              | 1 227 648        | 100              | 5                | 1 001 104        | 100              | 66               | 71               | -                | 141           | en stagnation |
| Abstention                                  | Abstention                                            | Abstention                                            | 1 437 543       | 53,92           |                 |                 | 1 438 551        | 53,96            |                  | 1 485 646        | 59,74            |                  |                  |                  |               |               |
| Inscrits/Participation                      | Inscrits/Participation                                | Inscrits/Participation                                | 2 666 196       | 46,08           | 2 666 196       | 46,04           | 2 486 750        | 40,26            |                  |                  |                  |                  |                  |                  |               |               |